# Barrage de Xiluodu
Le barrage de Xiluodu (chinois : 溪洛渡水电站 ; pinyin : xīluòdù shuǐdiànzhàn), est un barrage voûte situé sur le cours supérieur du Yangzi Jiang, appelé Jinsha, à cheval entre le xian de Leibo dans la province Sichuan et le xian de Yongshan dans celle du Yunnan en Chine. Il est associé à une centrale hydroélectrique de 13 860 MW, ce qui en fait le deuxième barrage le plus important de Chine après le barrage des Trois-Gorges et le troisième plus grand barrage du monde (et aussi la troisième plus grande installation de production électrique au monde). Avec une hauteur de 285,5 mètres, il est également l'un des plus hauts barrages au monde.

## Description
Le barrage de Xiluodu est géré par China Yangtze Power. Le projet a été financé par China Yangtze Power, la Banque de Développement de Chine et China Construction Bank. Il a nécessité un investissement de 7,36 milliards de dollars.
Le projet a nécessité le déplacement de 180 000 personnes.

## Chronologie
Les travaux de l'aménagement du site ont commencé en 2003. La construction du barrage en lui-même a démarré en 2005. Le Yangzi Jiang a été détourné pour sa construction à partir de 2007. Le coulage du béton a commencé en 2008. La première turbine du barrage a été mise en place en juillet 2013. Le barrage est inauguré en septembre 2013. La quatrième turbine est mise en place en avril 2014 et la dix-huitième et dernière turbine a été posée en juin 2014.

## Cascade hydroélectrique du Jinsha inférieur
Le barrage de Xiluodu fait partie d'un projet global d'aménagement hydroélectrique de la partie inférieure du Jinsha, conduit par la China Three Gorges Corporation (CTG). Quatre très grands barrages seront construits en cascade, en deux phases (2014 et 2021-22), avec d'amont en aval :
- le barrage de Wudongde - 10 200 MW - en service depuis juin 2021
- le barrage de Baihetan - 16 000 MW - début de mise en service juin 2021, puissance totale prévue en 2022
- le barrage de Xiluodu - 13 600 MW - en service depuis 2014
- le barrage de Xiangjiaba - 6 448 MW - en service depuis 2014

La cascade hydroélectrique totalisera une puissance installée de 46,46 GW (plus de deux fois la puissance du barrage des Trois Gorges), pour une production annuelle estimée à 190 TWh/an,. À l'achèvement du projet, les quatre barrages feront tous partie des 12 plus puissants du monde.
Cet aménagement s'inscrit dans un vaste projet de transfert d'électricité depuis les régions au riche potentiel en électricité renouvelable de l'ouest, vers les régions densément peuplées et industrialisées de l'est et du sud du pays.